# カンフランク条約
カンフランク条約（カンフランクじょうやく）は1288年10月にイングランド王エドワード1世とアラゴン王アルフォンソ3世の間で締結された、ナポリ王カルロ2世の釈放に関する条約。カルロ2世は1284年6月5日のナポリ湾の海戦でシチリアのルッジェーロ・ディ・ラウリア提督の捕虜になった。